# Hornum Herred
Hornum Herred var et herred i Aalborg Amt, 1970-2007 Nordjyllands Amt og nu Region Nordjylland.
I middelalderen hørte det under Himmersyssel, og en del af Aars Herred hørte under herredet. Fra 1660 blev det en del af Aalborghus Amt
I Hornum Herred ligger følgende sogne:
- Bislev Sogn – Nibe Kommune
- Buderup Sogn – Støvring Kommune
- Ellidshøj Sogn – Aalborg Kommune
- Frejlev Sogn – Aalborg Kommune
- Godthåb Sogn – Aalborg Kommune
- Gravlev Sogn – Støvring Kommune
- Hasseris Sogn, tidligere benævnt Aalborg Budolfi Landsogn – Aalborg Kommune
- Nibe Sogn – Nibe Kommune
- Nørholm Sogn – Aalborg Kommune
- Suldrup Sogn – Støvring Kommune
- Svenstrup Sogn – Aalborg Kommune
- Sønderholm Sogn – Aalborg Kommune
- Sønderup Sogn – Støvring Kommune
- Veggerby Sogn – Støvring Kommune
- Vokslev Sogn – Nibe Kommune
- Aarestrup Sogn – Støvring Kommune
- Øster Hornum Sogn – Støvring Kommune